# Hymna Středoafrické republiky
Hymna Středoafrické republiky je píseň La Renaissance (francouzsky), v sanžštině E Zingo. Přijatá byla po vyhlášení nezávislosti v roce 1960. Slova napsal tehdejší premiér Barthélemy Boganda. Hudbu složil Herbert Pepper, který složil i senegalskou hymnu.

## Text hymny ve francouzštině
Ô Centrafrique, ô berceau des Bantous!

Reprends ton droit au respect, à la vie!

Longtemps soumis, longtemps brimé par tous,

Mais de ce jour brisant la tyrannie.

Dans le travail, l'ordre et la dignité,

Tu reconquiers ton droit, ton unité,

Et pour franchir cette étape nouvelle,

De nos ancêtres la voix nous appelle.

Refrén:

Au travail dans l'ordre et la dignité,

Dans le respect du droit dans l'unité,

Brisant la misère et la tyrannie,

Brandissant l'étendard de la Patrie.

## Text hymny v sanžštině
Bêafrîka, mbeso tî âBantu

Kîri mo gbû gîgî tî mo-mvenî

Mo bâa pâsi na gbe tî âzo kûê

Me fadësô, mo ke na kürü gô

Mo sö benda, mo bûngbi kûê ôko

Na kusâra ngâ na nëngö-terê

Tî tö ndâ tî finî dutï tî ë sô

E mä gbegô tî_âkötarä tî ë

Refrén:

E gbû kua nzönî na nëngö-terê

E kpë ndiä nzönî na mängö-terê

E kinda wasïöbê, ë tomba pâsi

E yâa bandêra tî ködrö tî ë!